# Стоян Овчаров
Стоян Костов Овчаров е български министър и политик от БКП в периода на НРБ. Той е министър на икономиката и планирането от август 1987 до ноември 1989 г., кандидат-член на Политбюро на ЦК на БКП, народен представител от 1987 до 1989 година.

## Биография
Роден е на 15 ноември 1942 година в Пловдив. Завършва Транспортния институт в Москва.
През 1967 година става инженер в Електронноизчислителния център към Министерството на транспорта и ръководител на Научния център за транспортна кибернетика и комплексни транспортни проблеми в същото министерство. От 1972 г. е член на БКП и на ЦК на БКП от 1987 г. Между 1986 и 1987 г. е секретар на комисията по научно-техническа политика към ЦК на БКП.
От 1983 до 1986 г. е първи заместник-председател на Държавния комитет за наука и технически прогрес. В периода 19 август 1987 – 17 ноември 1989 г. е министър на икономиката и планирането в правителството на Георги Атанасов, избран от 9-ото народно събрание на този пост съгласно т.нар. Юлска концепция, провъзгласена на Юлския пленум на ЦК на БКП, с която тенералният секретар на ЦК на БКП и председател на Държавния съвет на НРБ Тодор Живков реформира икономиката. Министерството му е сред 5-те „суперминистерства“, създадени от 9-ото НС през август 1987 г.: на икономиката и планирането (министър Овчаров), на външноикономическите връзки (мин-р Андрей Луканов), на земеделието и горите (мин-р Алекси Иванов), на културата, науката и просветата (мин-р Георги Йорданов), на народното здраве и социалните грижи (мин-р акад. Радой Попиванов). Министерството на икономиката и планирането поглъща бившите Стопански съвет при Министерския съвет (подобно суперминистерство), Министерство на финансите и Държавна планова комисия.
Кандидат-член на Политбюро на ЦК на БКП в периода 14 декември 1988 – 16 ноември 1989 г. Избран е за народен представител от частични избори в Свиленградски избирателен район на 20 септември 1987 г..
На 16 ноември 1989 г. Овчаров е освободен от поста кандидат-член на Политбюро на ЦК на БКП, на следващия ден 17 ноември 1989 г. е освободен и от длъжността министър на икономиката и планирането. Анулиран е мандатът му на народен представител и е изваден от състава на Централния комитет на БКП.
Обявен за един от главните виновници за икономическата катастрофа, през 1992 година е арестуван и обвинен за неправомерно отпускане на компенсации на наследници на „загинали в антифашистката съпротива“. Осъден е на 9 години затвор заедно с бившия министър-председател Георги Атанасов, но през 1995 година е помилван заедно с него с указ № 310 на президента на Република България Желю Желев.